# 沙汀
沙汀（1904年12月19日—1992年12月14日），原名杨朝熙，又名杨子青，四川安县人，中国现代作家。代表作品为《在其香居茶馆里》、《淘金记》，以社会剖析的手法和含蓄深沉的风格，描绘了旧中国四川乡镇和农村的生活画面，刻画了一系列基层统治者的丑恶嘴脸。

## 生平
沙汀生于四川省安县城厢。父亲早逝，舅父是当地的袍哥首领。沙汀幼时曾帮助舅父传递信息，出入农村市镇，了解了社会底层生活的真实情况。1921年入成都省立第一师范学校学习。1927年加入中国共产党，成为当时四川为数不多的共产党员。成都“二·一六”惨案之后，沙汀逃亡到了上海，参与开办辛垦书店。1931年他采用“沙汀”作笔名开始写作，并和艾芜一起给鲁迅写信，得到指导，出版了短篇小说集《法律外的航线》。1932年沙汀参加左翼作家联盟。1935年起，沙汀的写作主题转向了他所熟悉的农村生活，发表了《凶手》、《在祠堂里》、《代理县长》等短篇小说，称为左联中具有独特现实主义创作风格的新人。1936年文艺界筹组新的统一战线组织，定名为“中国文艺家协会”，发表了“团结一致，抵抗侵略”的宣言。沙汀是发起人之一，并被选为候补理事。
1937年“七·七事变”拉开了全民抗战的序幕。沙汀和艾芜、张天翼等及时创作了长篇通俗救亡小说，初名《卢沟桥演义》，后定名为《华北烽火》，发表于广州版《救亡日报》。1938年初，沙汀和妻子黄玉颀回到家乡安县，开展抗日救亡宣传。并写了《防空——在“堪察加”的一角》，反映了大后方国民党官场的丑陋。暑假中，沙汀与妻子及要求与之同行的何其芳、卞之琳一起四人，从成都出发奔赴延安，一度任鲁迅文学院文学系代主任。后随贺龙的部队转战晋西北和冀中平原，进行战地采访。
1939年冬，沙汀返回四川，创作了报告文学《随军散记》《记贺龙》，先后在延安、重庆、成都、香港发表，向全国人民和世界人民介绍了八路军和敌后民众英勇抗日的事迹。1940年沙汀发表短篇名作《在其香居茶馆里》，通过小镇上头面人物的勾心斗角，暴露出国民党政府在兵役等问题上的弊端，艺术手法纯熟，刻画入木三分，被认为是他的代表作。皖南事变之后，沙汀回乡蛰伏，完成了长篇小说《淘金记》《困兽记》和《还乡记》，其中以《淘金记》成就最高，以开采金矿为线索，描写土豪劣绅为发国难财而内讧，刻画传神。
中华人民共和国建立后，沙汀以创作短篇小说和散文为主，有《摸鱼》等作品问世，反映了农村新生活的面貌。他曾任西南文学艺术界联合会副主任、中国作家协会创作委员会副主任、中国社会科学院文学研究所所长、中国作家协会副主席等职。文革之后，沙汀有中篇小说《木鱼山》，回忆录《雎水十年》等发表。沙汀的骨灰安葬在故乡的安昌河畔、火盘山麓，墓名由赵朴初题写。

## 主要作品
- 《防空——在“堪察加”的一角》（1938）
- 《在其香居茶馆里》（1940）
- 《淘金记》（1943）
- 《困兽记》（1945）
- 《还乡记》(1948)
- 《木鱼山》（1984）
- 《雎水十年》（1989）